# Лигатурная игла

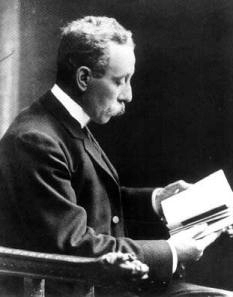
Жак-Луи Реверден — хирург из Женевы

Лигатурная игла — вспомогательный хирургический инструмент, предназначенный для проведения шовного материала в труднодоступных местах, например, для проведения лигатуры под кровеносные сосуды с целью их перевязки.
Лигатурная игла Дешана (J. F. L. Deschamps, 1740—1824) — хирургический инструмент для подведения лигатуры под кровеносные сосуды при их перевязке, представляющий собой изогнутый (вправо или влево), снабжённый рукоятью стержень овального сечения с заострённым (или слегка закруглённым) концом, в котором имеется отверстие для нити.
Лигатурная игла Ревердена (J. L. Reverdin) — лигатурная игла с S-образным изгибом рабочей части, отличающаяся от иглы Дешана тем, что вместо ушка на конце имела прорезь, закрывавшуюся заслонкой, управление которой специальной кнопкой, расположенной вблизи рукояти.